# بيير فابر
بيير فابر (بالفرنسية: Pierre Fabre)‏ (و. 1933 – 2006 م) هو ممثل، وكاتب سيناريو، من فرنسا، ولد في بولوني سور مير، توفي في باريس، عن عمر يناهز 73 عاماً.

## وصلات خارجية
- بيير فابر على موقع IMDb (الإنجليزية)
- بيير فابر على موقع ألو سيني (الفرنسية)
- بيير فابر على موقع أول موفي (الإنجليزية)
- بيير فابر على موقع قاعدة بيانات الأفلام السويدية (السويدية)
- بيير فابر على موقع قاعدة بيانات الفيلم (الإنجليزية)
- بيير فابر على موقع كينوبويسك (الروسية)